# Chtykovo
Chtykovo (en russe : Штыково), est un possiolok du kraï du Primorié en Extrême-Orient russe. Il se trouve dans le raïon de Chkotovo, dans le sud-est du Primorié, et sa population s'élevait à 1 361 habitants au recensement de 2021.

## Géographie
La localité est située dans le kraï du Primorié, un sujet de l'Extrême-Orient de la Russie, en Mandchourie-Extérieure, autrefois chinoise (avant 1860), et se trouve dans le district fédéral Extrême-Oriental. Elle est l'une des 21 localités du raïon de Chkotovo, un raïon du sud-est du kraï. Son centre administratif est la commune urbaine de Smolianinovo. La région est à l'extrémité méridionale des montagnes du Sikhote-Aline.
Chtykovo, comme tout le kraï du Primorié, est située dans le fuseau horaire MSK+7 (heure de Vladivostok). Le décalage horaire appliqué par rapport au temps universel coordonné est +10:00.
De décembre 2004 à janvier 2023, Chtykovo faisait partie de l'établissement rural de Chtykovo,.

## Histoire
La localité a été fondée le 13 avril 1883 (25 avril dans le calendrier grégorien).

## Démographie
Recensements (*) et estimations de la population,,,,:
| 1883 | 1915 | 1926* | 2002 * | 2010* |
| ---- | ---- | ----- | ------ | ----- |
| 181  | 561  | 704   | 1 382  | 1 487 |

| 2021* | - | - | - | - |
| ----- | - | - | - | - |
| 1 361 | - | - | - | - |

En 2002, sur les 1 382 habitants, il y avait 90 % de Russes.